# (27860) 1995 BV2
1995 بي في 2 (ويعرف أيضًا باسم (27860) 1995 بي في 2 وفق تسمية الكوكب الصغير) (بالإنجليزية: 1995 BV2)‏ هو كويكب ضمن حزام الكويكبات؛ وترتيبه 27860 من حيث الاكتشاف.
اكتُشف هذا الجُرم الفلكي بواسطة هيروشي كانيدا في 27 يناير 1995.

## وصلات خارجية
- (27860) 1995 BV2 في قاعدة بيانات مختبر الدفع النفاث لأجرام النظام الشمسي الصغيرة

- الاكتشاف · مخطط المدار ·  العناصر المدارية · المعلمات المادية

- (27860) 1995 BV2 على موقع ويكي سكاي: DSS2, SDSS, GALEX, IRAS, Hydrogen α, X-Ray, Astrophoto, Sky Map, Articles and images